# Klondike Annie
Klondike Annie (br: A Sereia do Alaska) é um filme estadunidense de 1936, do gênero comédia, dirigido por Raoul Walsh e estrelado por Mae West e Victor McLaglen. Considerado pelo escritor Ken Wlaschin um dos dez melhores filmes de Mae, Klondike Annie foi outro êxito comercial da Paramount Pictures, apesar da ação da censura. O roteiro, baseado em uma de suas peças, é assinado pela própria Mae, juntamente com Frank Dazey. Ela interpreta várias canções, inclusive I'm an Occidental Woman in an Oriental Mood for Love.

## Sinopse
Na São Francisco de fins do século XIX, a ex-mulher das ruas Rose Carlton, também conhecida por Frisco Doll, mata o amante Chan Lo, que lhe dava tratamento de escrava. A seguir, em fuga para o Alasca, toma o navio comandado pelo Capitão Bull Brackett, que lhe faz a corte. Também empreende essa viagem a missionária Annie Alden, que impressiona a todos pela sua elevada firmeza moral. Annie, contudo, cai doente e morre já praticamente no cais, ao mesmo tempo que sobe a bordo o Polícia Montada Jack Forrest, que investiga o assassinato de Chan Lo. Para despistá-lo, Rose assume a identidade da missionária e diz a Jack, com apoio do capitão, que a morta é a Frisco Doll que ele procura.
Após se estabelecer em terra firme, Rose, na pele de Annie, passa a pregar a Bíblia enquanto namora Jack, que caíra de amores por ela. Porém, um dia ele descobre a verdade e, para não ter de prendê-la, resolve abandonar a carreira. Rose, a essa altura querida na cidade pelas várias ações moralizadoras que empreendera, acha injusto esse sacrifício e decide voltar para São Francisco, ao lado do capitão, para pagar pelo seu crime.

## Elenco
| Ator/Atriz        | Personagem                                |
| ----------------- | ----------------------------------------- |
| Mae West          | Rose Carlton/Frisco Doll/Irmã Annie Alden |
| Victor McLaglen   | Capitão Bull Brackett                     |
| Philip Reed       | Inspetor Jack Forrest                     |
| Helen Jerome Eddy | Irmã Annie Alden                          |
| Harry Beresford   | Irmão Bowser                              |
| Harold Huber      | Chan Lo                                   |
| Lucile Gleason    | Big Tess                                  |
| Jack Mulhall      | Oficial (não-creditado)                   |